# Paul Krüger
Paul Krüger (født 20. marts 1840 i Berlin, død 15. maj 1926 i Bonn) var en tysk retslærd.
Krüger blev dr. jur. i sin fødeby 1861, privatdocent sammesteds 1864, ekstraordinær professor  i Marburg 1870, ordentlig professor sammesteds 1871, i Innsbruck 1872, i Königsberg 1873, i Bonn 1888. Efter at have offentliggjort forskellige, navnlig retshistoriske og kritiske studier, Processualische Consumtion und Rechtskraft des Erkenntnisses (1864), Kritik der Justinianischen Codex (1867), og Kritische Versuche im Gebiete des römischen Rechts (1870) og andre, koncentrerede han hele sin videnskabelige kraft på en kritisk udgave af de romerske retskilder, dels i forening med Theodor Mommsen og Wilhelm Studemund, dels alene. Til Mommsens udgave af digesterne (1866—70) bidrog han til 1. bind med Institutiones (13. udgave 1920, håndudgave, 4. udgave 1921), til 2. med Codex Iustinianus (1897, 9. udgave 1915); efter Mommsens død overtog han ledelsen af værket. Samme utrættelige flid og nøjagtige kritik anvendte Krüger på studiet af juristernes skrifter, både før og efter Justinian, særlig Gaius, som han sammen med Studemund udgav 1877 (5. udgave 1905); denne Gaius-udgave udgør 1. bind af Krügers, Mommsens og Studemunds Collectio iuris anteiustiniani in usum scholarum (II, 1878, III, 1890). Af stor værdi er Krügers Geschichte der Quellen und Litteratur des Römischen Rechts (Bindings Handbuch, 1888, 2. oplag, 1912). Af Krügers afhandlinger skal her kun nævnes Justinianische Entscheidungen streitiger Rechtsfragen im Codex und in den Digesta (1910).